# Comunità territoriale di Buky
La Comunità territoriale di insediamento di Buky (in ucraino Буцька селищна громада?) è una hromada ucraina, situata nel distretto di Uman' e nell'oblast' di Čerkasy. Il suo centro amministrativo è l'insediamento di Buky.
L'area della comunità è di 190,1 km², e la popolazione è di 5 176 abitanti.

## Suddivisioni

### Insediamenti di tipo rurale
- Buky

### Villaggi
- Bahva
- Červonyj Kut
- Kyslyn
- Kuty
- Nova Hreblja
- Rusalivka
- Uljanivka